# Desaparecimento de Madeleine McCann
Madeleine Beth McCann (Leicester, 12 de maio de 2003) é uma menina britânica que desapareceu em Portugal, onde estava com os seus pais, irmão e irmã de férias na vila da Luz, Lagos no Algarve.
O desaparecimento da criança chamada Madeleine McCann ocorreu na noite de quinta-feira, 3 de maio de 2007 quando foi dada como desaparecida do seu apartamento em Praia da Luz, Algarve, Portugal, onde tinha sido deixada sozinha com os seus dois irmãos. Madeleine, então com quase quatro anos de idade, que estava no seu quarto na companhia dos seus dois irmãos gémeos de dois anos, foi inicialmente dada como tendo "saído" pelos seus próprios meios, segundo a polícia, enquanto que os pais estavam convencidos que tinha sido raptada.
O seu desaparecimento tornou-se uma das notícias mais notórias, quer pela rapidez com que se iniciou a divulgação das notícias, quer pela longevidade e pela massiva cobertura pelos órgãos de informação. O jornal britânico The Daily Telegraph às 00h00 da madrugada do dia 4 de maio já fazia manchete com o artigo "Three-year-old feared abducted in Portugal" (Teme-se que menina de 3 anos tenha sido raptada em Portugal).
Como no caso Madeleine McCann, o Caso Rui Pedro, que refere-se ao desaparecimento de outra criança em Portugal em 1998 também ficou popular, mas não conseguiu se beneficiar da fama para ajudar na investigação. A imprensa e a polícia também foram criticadas.

## Biografia
Madeleine Beth McCann é a filha mais velha de Kate McCann, antiga médica anestesista e de clínica geral, e Gerry McCann, cardiologista no Hospital Glenfield em Leicester. Madeleine, que tem dois irmãos gémeos, Sean e Amelie, em 2007 de dois anos, vivia com a sua família em Rothley, Inglaterra.
Uma marca característica é o seu olho direito que tem um tipo de coloboma, um alastramento completo da íris (uma faixa radial que se estende da pupila até ao limite do olho).

## Desaparecimento
Madeleine desapareceu do apartamento onde passava férias com a sua família na noite de 3 de maio. Na altura os seus pais puseram Madeleine e os seus dois irmãos gémeos na cama, e foram jantar a cerca de 100 metros de distância com amigos no Tapas bar do Ocean Club. Aproximadamente às 21h00, Gerry McCann verificou que os filhos se encontravam bem. Um amigo verificou perto de 21h30. Cerca das 22h, Kate encontrou a cama de Madeleine vazia e uma janela e uns estores abertos. Um amigo avisou a recepção do Ocean Club que alertou a GNR às 22h41. Funcionários e hóspedes do resort, juntamente com as autoridades, efectuaram buscas até às 04h30 e a polícia portuguesa e todos os aeroportos ibéricos foram notificados.

### Acontecimentos de 3 e 4 de maio de 2007

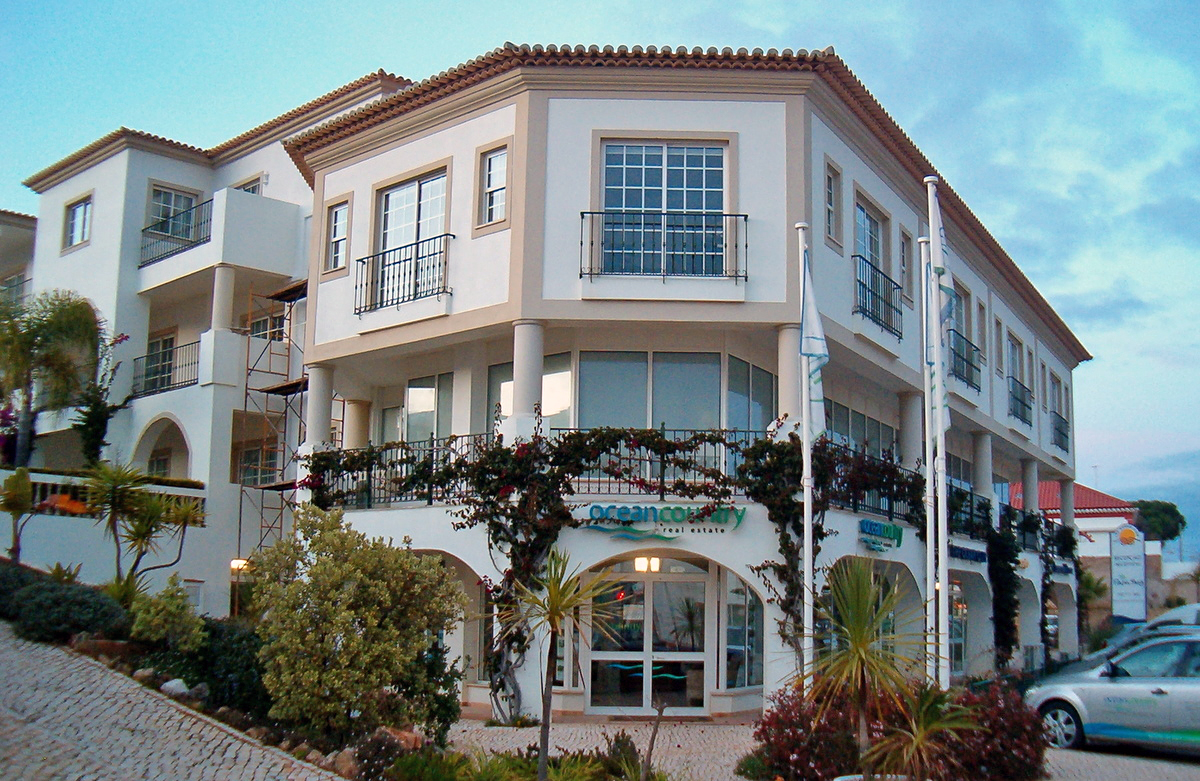
Ocean Country, imobiliária

- 21h10 Gerry verifica os seus filhos.[2]
- 22h Kate verifica o desaparecimento da sua filha.[8]
- Gerry afirma que foi um dos seus amigos que alertou o gerente e este último a polícia.[9]
- 23h : chegada da GNR à Praia da Luz
- 23h50 O incidente é comunicado à Polícia Judiciária.[10][11]
- Soldados da GNR com a ajuda de cães pisteiros conduzem as buscas durante a noite.
- A PSP de Lagos auxilia a operação de buscas durante a noite.
- 00h00 Agentes da Polícia Judiciária chegam e uma equipa de polícia científica começa a trabalhar 30 minutos depois.
- O porta-voz da GNR, tenente-coronel Costa Cabral, revela que as buscas prosseguiram durante toda a noite.[12]
- A Polícia Marítima participa das buscas com lanchas salva-vidas um helicóptero e elementos a pé.[13][14]
- Um helicóptero da Protecção Civil participa nas buscas.
- Vários veículos todo-o-terreno da Protecção Civil fazem buscas nas margens da barragem da Bravura.[15]
- Bombeiros participam nas buscas.
- Elementos da Cruz Vermelha fazem buscas a pé.[16]
- Soldados e cães das patrulhas de busca e salvamento da GNR de Lisboa são enviados para participar das buscas.[17]

## Investigação

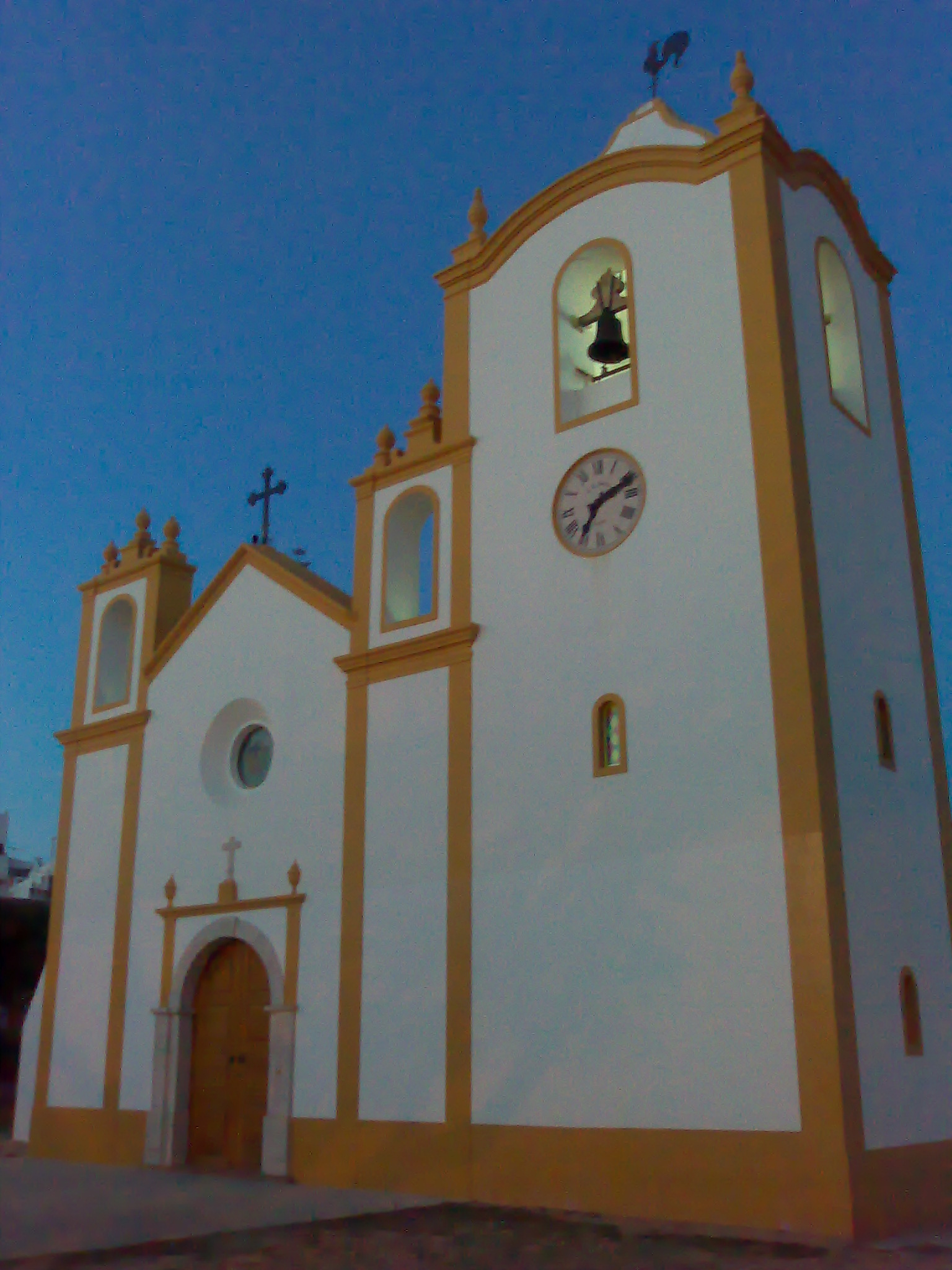
Igreja da Luz

### Fase inicial
A primeira declaração oficial da Polícia Judiciária (PJ), feita por Guilhermino Encarnação, às 12h00 de sábado dia 5 de maio, revela haver suspeita de crime de rapto da criança e da existência de um "esboço" de um eventual suspeito.
A Polícia Judiciária referiu a 6 de maio terem identificado um suspeito e que a criança deveria estar viva e ainda na área. Cães treinados farejaram o aldeamento do resort, que tem uma capacidade de cerca de mil pessoas. No entanto, a 8 de maio, cinco dias após o desaparecimento, a Polícia Judiciária admitiu não ter certeza quanto ao estado de Madeleine.
A 7 de maio é anunciado que a PJ pediu ajuda do SIS que entrou em contacto com as suas congéneres espanhola e inglesa.
A 9 de maio, a Interpol lançou um alerta amarelo a todos os seus membros.
Os media portugueses revelaram que a PJ seguia duas linhas de investigação: o rapto por uma rede internacional de crimes relacionados à pedofilia ou o rapto por uma rede de adopção ilegal.
Especialistas britânicos chegaram para assistir as autoridades nacionais nas investigações e a polícia de Leicestershire enviou representantes para ajudar a família. Foi ainda noticiado que a polícia britânica informou a polícia portuguesa que cerca de 130 ingleses abusadores de menores estiveram no Algarve, semanas antes do rapto de Madeleine, com o conhecimento das autoridades inglesas. A 11 de maio, o local de investigação foi declarado livre após a não obtenção de resultados. Depois, a 13 de maio, a polícia admitiu pela primeira vez que não tinham qualquer suspeito em vista. A única via de investigação que estavam dispostos a revelar consistia na examinação de fotografias tiradas por turistas.
Interrogatórios relacionados tiveram início a 14 de maio.

### Murat e Malinka
Às 7 horas de 14 de maio foram iniciadas buscas na Casa Liliana, propriedade de Jennifer Murat, cidadã britânica, perto do apartamento do desaparecimento de Madeleine. A polícia e equipas de investigação forense selaram a casa, e às 16h00 a piscina foi drenada. Três pessoas, incluindo o seu filho Robert Murat, foram interrogados na esquadra em Portimão. Robert, um visitante frequente do aldeamento, gerou suspeitas a Lori Campbell, uma jornalista do Sunday Mirror, que informou a polícia do facto. Uma antiga colega de escola, Gaynor de Jesus, disse não ter conhecimento de que Murat fosse o tradutor oficial da polícia. Robert Murat afirmou estar profundamente preocupado com o caso de Madeleine devido à perda recente da custódia da sua filha de três anos que é parecida com a menina desaparecida. Não foram efectuadas detenções. Na lei portuguesa, as detenções só podem ser efectuadas após alguém ser indiciado oficialmente como arguido; até lá são considerados testemunhas do processo. A 15 de maio, Robert Murat recebeu o estatuto de arguido mas não foi detido nem acusado. Não é claro se foi Murat ou a polícia que pediram o estatuto de arguido, pois este confere direitos adicionais ao arguido tais como o direito de permanecer em silêncio. Desde essa altura Murat está ausente em parte incerta.
O inspector Olegário de Sousa disse em conferência de imprensa a 15 de maio que tinha sido interrogada uma pessoa de 33 anos, mas não foram encontradas evidências que justificassem a sua detenção. Sousa referiu que a polícia efectuou buscas em cinco residências na segunda-feira e apreendeu "vários materiais" das propriedades que estavam sujeitas a investigação e que haviam interrogado duas outras pessoas na qualidade de testemunhas. O suspeito assinou uma declaração de identidade e residência que o impede de se deslocar ou sair do país, e que requer deslocações regulares às instalações da polícia. Apesar de não terem sido referidos nomes na conferência de imprensa, acredita-se que o suspeito seja Robert Murat e os restantes inquiridos a sua alegada companheira Michaela Walczuch, alemã, e o seu ex-marido, Luís António.
Apesar da relutância de Murat em prestar declarações públicas, ele declarou que o caso "arruinou" a sua vida e que a única hipótese de restituir o seu bom nome é a captura dos raptores de Madeleine. Murat disse ainda que tem sido um "bode expiatório" para que a polícia dê a sensação de obtenção de resultados.
A 16 de maio, acreditava-se que dois carros utilizados pelos Murat haviam sido examinados, e confiscados computadores, telemóveis e várias cassetes de vídeo dos seus pertences pessoais. Foi também dado a conhecer que o arquitecto que projectou o aldeamento no qual residem os Murat foi ignorado ao comunicar à polícia a existência de uma cave escondida na propriedade. Era convicção igualmente que a polícia levou para interrogatório Sergey Malinka, 22, de origem russa, de cuja residência as autoridades também confiscaram um computador portátil e dois discos rígidos. Malinka concebeu um websítio para Murat. De acordo com a imprensa portuguesa, Malinka foi anteriormente acusado de abuso sexual infantil e ser um técnico informático de boas relações com Robert Murat, dado que se comunicam frequentemente por telefone desde o desaparecimento de Madeleine - os motivos que levaram as autoridades a suspeitar.
No dia seguinte, foi dada uma conferência de imprensa na qual o inspector Olegário de Sousa reafirmou a insuficiência de evidências para efectuar uma detenção. Sobre Sergey Malinka, a polícia afirmou ter sido inquirido na qualidade de testemunha durante aproximadamente cinco horas, o que não significa, dada a natureza dinâmica da investigação, que se possa tornar suspeito.
Malinka fez uma apreciação negativa da cobertura do caso pelos media portugueses, que alegaram que ele havia sido condenado por abuso sexual infantil, e negou haver contactado Murat e que é "completamente inocente". A 18 de maio, no entanto, emergiram inconsistências nas suas alegações acerca do seu relacionamento com Robert Murat; embora tenha referido que não contactava Murat há mais de um ano, disse três meses a um outro repórter enquanto que os registos do telemóvel de Murat alegadamente revelam que este contactou Malinka às 23:40 do dia do desaparecimento de Madeleine.
A 19 de maio, investigadores portugueses deslocaram-se a Londres para entrevistar Dawn Murat, a mulher de Robert Murat.
A 23 de maio, os investigadores reentrevistaram testemunhas ligadas a Murat; a sua companheira alemã Michaela Walczuch, e o seu ex-marido Luís António, o que faz pressupor o interesse renovado da polícia em torno de Murat.

### Setembro de 2007
Após meses de investigação, a Polícia Judiciária (PJ) interroga os pais de Madeleine. Saem ambos como arguidos e sujeitos a termo de identidade e residência, através da suspeita do homicídio acidental causado por negligência ou excesso de medicação calmante na criança. A corroborar os fatos, vários indícios de fluidos corporais com o ADN da criança encontrados num carro alugado pelos pais mais de vinte dias após o desaparecimento, que indicam o transporte do corpo da menina.
Tem sido notável a actuação dos media britânicos, apontando "falhas" na investigação policial (Sky News e The Sun). Suspeitas que o relacionamento entre os pais de Maddie e o então primeiro-ministro britânico possam estar por trás duma imensa campanha politizada, que implicou até audiência papal, têm sido apontadas por vários meios noticiosos televisivos portugueses (Francisco Moita Flores, na RTP a 8 de Setembro de 2007).
Após ter sido noticiado que McCann "terão todo o gosto em continuar a cooperar com as autoridades portuguesas para descobrir a verdade sobre o que aconteceu a Madeleine" uma fonte próxima revela que os McCann não conseguem decidir se devem ou não cooperar completamente com a PJ. Apesar de publicamente terem negado, ainda em maio do mesmo ano os McCann contrataram, sem o conhecimento da PJ, uma firma de investigação privada que usa os serviços de ex-membros dos serviços secretos e forças especiais, apesar de terem sido informados que era contra a lei, porque temiam que a PJ desse a sua filha como morta. Em Agosto "disseram não compreender por que é que a polícia portuguesa passou a defender a tese de que Madeleine está morta" apesar de oficialmente nenhuma fonte policial ainda o tivesse confirmado. Só cem dias após o desaparecimento de Madeleine a polícia admite que ela possa estar morta. Apesar das críticas feitas à PJ, os serviços privados contratados pelos McCann, apesar de disporem de muitos mais recursos não obtiveram quaisquer resultados.

## 2022
As investigações das autoridades do Reino Unido ao desaparecimento de Maddie McCann devem terminar no final de 2022, devido ao fim do financiamento da investigação iniciada quatro anos após o desaparecimento da menina. As autoridades britânicas acreditam na tese de rapto e as investigações custaram até junho de 2021 mais de 14 milhões de euros (12 milhões de libras). As autoridades alemãs acreditam que a criança terá sido raptada por Christian Brueckner.
Em abril de 2022, o Ministério Público de Faro constituiu arguido o cidadão alemão Christian Brueckner, que está a cumprir, na Alemanha, uma outra pena de prisão por uma condenação por tráfico de drogas.
Em maio de 2022, o procurador alemão Hans Christian Wolters afirmou que "A investigação contra Christian Bruckner ainda está em curso e acho que encontrámos factos novos que nos dão a certeza de que ele é o assassino de Madeleine McCann." O procurador mostra algumas dúvidas em conseguir acusar o predador sexual alemão. Bruckner está preso na Alemanha por um crime praticado no Algarve - violou uma mulher de 72 anos. O suspeito garante nada ter que ver com o desaparecimento de Maddie e até diz ter um álibi - terá passado a noite com uma namorada de 18 anos.
O Supremo Tribunal Português tendo declarado em 2017 que os McCann não poderiam ser considerados exonerados pelo despacho final de Julho 2008 (por outras palavras, podem sempre voltar a ser testemunhas assistidas se surgirem novas provas que ponham em causa a sua versão dos factos), estes apresentaram uma petição à CEDH contra o Estado Português, invocando os artigos 6.º e 2.º (direito a um julgamento justo), 8.º (direito ao respeito pela vida privada e familiar) e 10.º (liberdade de expressão) da Convenção e alegando que as declarações do Sr. Amaral prejudicaram a sua reputação e o seu direito à presunção de inocência, queixando-se de não terem conseguido obter reparação nos tribunais nacionais. O acórdão de 20 de setembro de 2022, proferido por unanimidade por sete juízes, diz que não houve qualquer violação por parte de Portugal dos artigos em causa.

## 2023
Em 23 de maio, a Polícia Judiciária portuguesa iniciou novas buscas por Madeleine McCann na barragem do Arade, passados dezesseis anos desde seu desaparecimento. Ao fim de três dias (mais um do que inicialmente previsto), os meios começaram a desmobilizar. Não são conhecidas as conclusões desta investigação, levada a cabo por autoridades alemãs, britânicas e portuguesas. "a Policia Judiciária informa que foram dadas como cumpridas as diligências solicitadas pelas autoridades alemãs, através de um pedido de cooperação internacional, de que resultou a recolha de algum material que irá ser sujeito às competentes perícias. (...) o material recolhido será entregue às autoridades alemãs, de acordo com as regras da cooperação judiciária internacional."

## 2024
Em setembro de 2024, foi anunciado na imprensa que Christian Brueckner, considerado pelas autoridades alemães o principal suspeito do desaparecimento de Madeleine McCann, teria confessado a Laurentiu Codin, ex-companheiro de cela, "ter sequestrado uma menina de um apartamento no Algarve".

## 2025
Em junho de 2025, a Polícia Judiciária vai realizar novas buscas em Lagos pedidas pelas autoridades alemãs que continuam a apontar Christian Bruckner como principal e único suspeito do crime. A investigação, que tem por objetivo procurar eventuais vestígios do corpo da criança, vai centrar-se numa zona entre a Praia da Luz e uma das casas onde Bruckner habitou durante o período em que Maddie desapareceu. Todas as provas apreendidas durante as buscas serão entregues às autoridades alemãs, mediante autorização prévia do Ministério Público português.

## Possíveis avistamentos
A 8 de maio de 2007, foi reportado o registo visual de uma menina semelhante a Madeleine na companhia de um homem num supermercado à polícia de Nelas, no Norte de Portugal. O homem, de nacionalidade belga, parou no supermercado com a sua filha e saiu num automóvel antes que a polícia pudesse ser contactada, mas a polícia confirmou posteriormente que se tratava de um falso alarme.
A 19 de maio, o jornal 24 Horas referiu que a polícia havia encontrado um automóvel perto da Praia da Luz que poderá ter sido utilizado pelo raptor.
A 19 de maio, foi dado a conhecer que um circuito interno de vigilância de um posto de combustível perto de Lagos mostrava uma criança correspondendo à descrição de Madeleine com uma mulher, com a qual a criança estava em altercação e dois homens. Outras pessoas no resort reportaram incidentes relacionados, incluindo alguém que tirava fotos a crianças loiras.
A 10 de maio foi revelado que o carro, no qual foram avistadas as três pessoas no circuito interno de televisão no posto de combustível, tinha matrícula britânica e foi referido que uma dessas pessoas era o autor das fotografias.
A 17 de maio, uma testemunha anónima contactou a polícia referindo ter avistado um Fiat Marea com uma matrícula falsificada, em Pinhal Novo, Palmela, Setúbal, que alegadamente transportava a criança desaparecida. Não foi dada grande importância a esta pista, contudo, dada a existência de alegações semelhantes em regiões dispersas como Espanha, Suíça ou Marrocos, embora o inspector Olegário Sousa assegurou que a polícia está a averiguar essas referências.
A 18 de maio, Marie Olli, uma habitante norueguesa da localidade espanhola de Fuengirola, contactou a polícia garantindo ter avistado uma rapariga correspondendo à descrição de Madeleine num posto de combustível em Marraquexe, Marrocos, a 9 de maio. A menina, que segundo se consta aparentava tristeza, estava alegadamente acompanhada por um homem com perto de 40 anos.
A 25 de Setembro, um casal de turistas espanhóis em Marrocos tirou uma foto de uma garota com características semelhantes a criança desaparecida. Ela aparece na foto acompanhada por adultos de aspecto argelinos. Esta informação foi confirmada por fontes oficiais, e publicadas por um jornal local, indicando que o casal enviou a foto à polícia espanhola. No entanto não foi Madeleine, foi uma menina marroquina.
Em Julho de 2011, uma mulher britânica e dois norte-americanos declararam ter visto num mercado na cidade de Leh, na Índia, uma menina que corresponde à descrição de Madeleine McCann. Foram solicitados exames de DNA do casal McCann e das pessoas da família da menina, cujos passaportes foram retidos pelas autoridades indianas.
Em 28 de Julho de 2011, ainda são aguardados os resultados do teste.
Em 2023, uma jovem chamada Julia Wandelt afirmou estar disposta a realizar um teste de DNA para confirmar ser a filha do casal McCann e alegou ser Maddie. Em 2024, afirmou estar arrependida da mentira.

## Fundo para Madeleine
Foi lançado um fundo, conhecido como Madeleine’s Fund: Leaving No Stone Unturned, em Leicester a 16 de maio, com apoio do antigo jogador de rugby Martin Johnson. O objectivo do fundo consiste em ajudar a família nos custos incorridos e em continuar a investigação independentemente, caso se torne necessário. A família declarou que quaisquer fundos adicionais serão utilizados para ajudar a procura de outras crianças desaparecidas. O websítio de suporte anunciou ter recebido 58 milhões de hits e 16 mil mensagens de suporte até 18 de maio, dois dias apenas após o seu lançamento.
Na página do fundo é possível aceder-se também a uma loja patrocinada pelo casal Mcann, onde são "vendidos" pósteres com a fotografia da criança, e pulseiras amarelas de recordação. Este facto levou já alguns órgãos de comunicação a questionarem o cariz comercial e financeiro da campanha.
A família permaneceu no mesmo resort desde o desaparecimento. O pai de Madeleine efectuou uma breve deslocação à Inglaterra a 20 de maio, para finalizar a campanha em busca da sua filha.

## Apelos

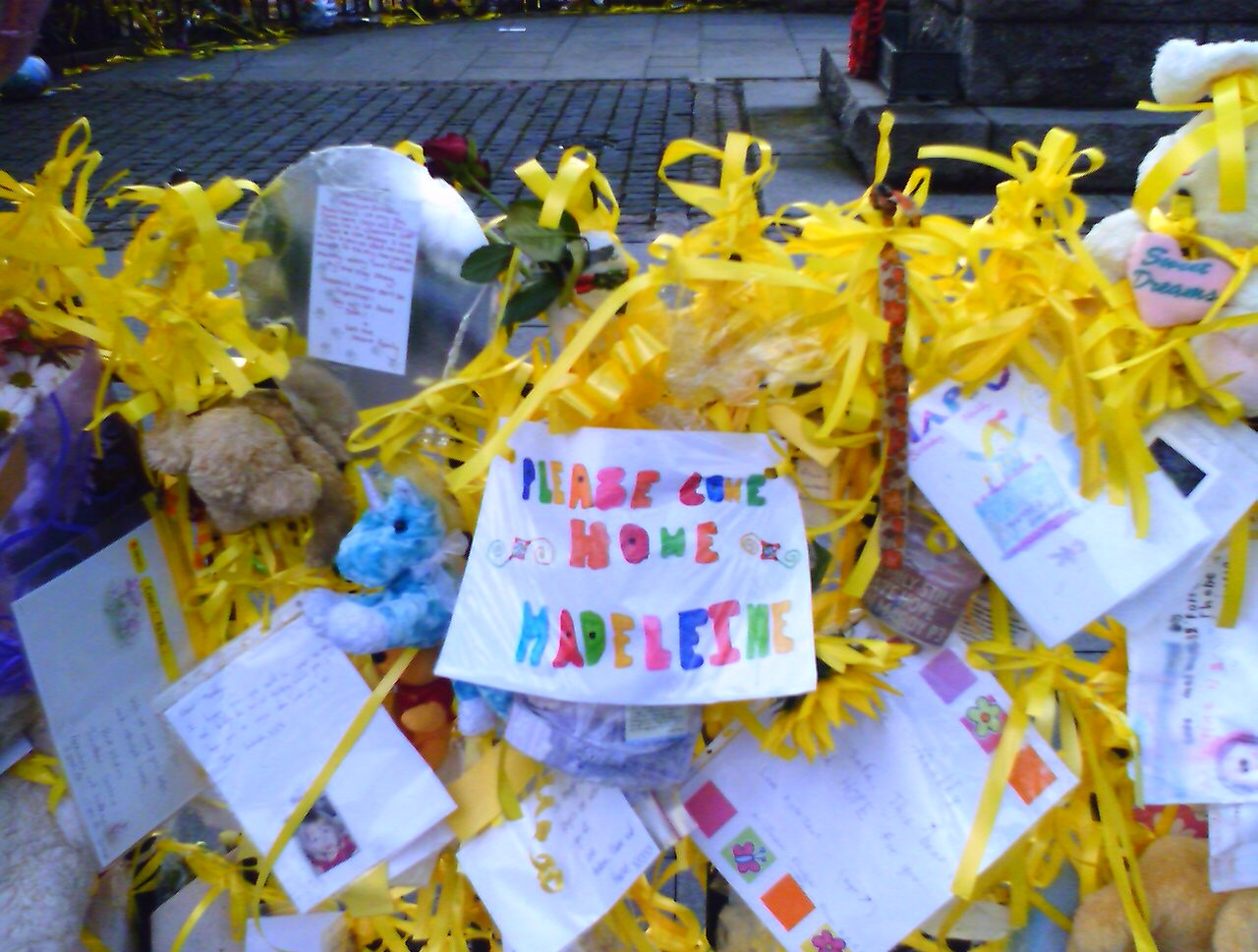
Desenhos para Madeleine (Inglaterra)

Foram realizados diversos apelos para o regresso de Madeleine desde familiares até celebridades, e da polícia por fotografias.

### Da família
O pai de Madeleine, Gerry McCann, disse, "palavras não podem descrever a angústia e o desespero que sentimos. Por favor, quem tiver Madeleine, deixem-na regressar a casa para a sua mãe, pai, irmão e irmã". Acrescentou ainda que a família não deixaria "pedra intacta" na procura de Madeleine e que ele e a sua esposa permaneciam esperançados.
Philomena McCann desenhou um póster para circular numa corrente de mensagens electrónicas para ajudar na busca. Ela também referiu numa entrevista telefónica que havia pouca divulgação do caso noutros países que não o Reino Unido e Portugal.

### Da polícia
A 21 de maio, a delegação britânica do CEOP (Child Exploitation and Online Protection Centre) reportou que a polícia britânica apelava aos ocupantes do resort onde Madeleine desapareceu a 3 de maio para fornecerem cópias de quaisquer fotografias relevantes durante a sua estadia, numa tentativa de identificar o raptor utilizando técnicas biométricas de reconhecimento facial, através das quais as feições das pessoas abrangidas nas fotografias possam ser comparadas com as de pessoas condenadas por delito sexual ou de outra natureza.

### De futebolistas
O futebolista português da Juventus FC, Cristiano Ronaldo, que na época era jogador do clube inglês Manchester United, fez um apelo na Manchester United TV para o retorno em segurança de Madeleine afirmando: "fiquei muito transtornado ao saber do rapto de Madeleine McCann e apelo a todos que tenham informação relevante a sua divulgação".
O jogador do Chelsea FC e da selecção nacional inglesa, John Terry e o seu colega de equipa e jogador da selecção portuguesa Paulo Ferreira afirmaram estar "devastados por ouvir que a pequena Maddy havia sido raptada. Os nossos pensamentos e emoções vão para os seus pais, a sua família e apelamos a quem tenha informações que as divulgue".
A 11 de maio, David Beckham fez também um apelo público. "Se viu esta pequena por favor dirija-se à polícia ou autoridades locais e forneça qualquer informação que possua", afirmou enquanto segurava um póster com a imagem de Madeleine.
Após o lançamento de uma fotografia de Madeleine numa camisa do Everton FC, os futebolistas portugueses do Everton FC, Nuno Valente e Manuel Fernandes, apelaram à divulgação de quaisquer notícias ou informação referentes ao paradeiro de Madeleine, e Phil Neville divulgou o seguinte comunicado em nome do clube. "O Everton tem fãs em todo o mundo e eu sei que eles, e qualquer pessoa ligada ao clube, esperam e rezam pelo regresso em segurança de Madeleine. Os nossos pensamentos vão sobretudo para a família nestes tempos difíceis." O manager do clube David Moyes acrescentou: "todos aguardamos ansiosamente por boas notícias e os meus pensamentos e orações estão com a família. Se alguém sabe de alguma coisa, por favor divulgue".
O futebolista do Celtic FC, Neil Lennon, fez um apelo para o bem estar de Madeleine, e os jogadores do Aberdeen FC envergaram uma braçadeira amarela evocativa do seu quarto aniversário a 12 de maio.
Um vídeo apelando a ajuda nas buscas foi difundido para os adeptos espanhóis que se deslocaram a Glasgow para assistir à final da Taça UEFA a 16 de maio. Outro filme foi difundido durante o intervalo da final da Taça de Inglaterra a 19 de maio.
Antes da partida para a final da Liga dos Campeões da UEFA na segunda-feira, 21 de maio, a equipa do Liverpool FC foi fotografada com um cartaz apelando a informações referentes ao paradeiro de Madeleine.

## Reacções
O embaixador português em Londres, António Santana Carlos, disse, a 8 de maio, que o caso se revestia de "grande consternação" em Portugal e pediu às pessoas confiança nas autoridades, face às crescentes críticas quanto à sua gestão do caso.
A 9 de maio, o presidente Aníbal Cavaco Silva anunciou estar a acompanhar o caso "com grande preocupação", acrescentando que a polícia estava "a fazer todos os possíveis para encontrar a criança".
Também a 9 de maio, o porta-voz de Tony Blair afirmou que o primeiro-ministro estava a acompanhar o caso de perto e que "estavam a ajudar em tudo o que fosse possível".

## Críticas

### Pais
Os pais têm sido criticados por deixar as suas crianças sozinhas enquanto jantavam num restaurante próximo, apesar do complexo turístico em que se hospedavam oferecer serviço de creche e um serviço de acompanhamento de crianças. Também tem havido alguma crítica aos pais na imprensa portuguesa. O Diário de Notícias afirmou perentoriamente que o casal McCann era considerado suspeito e que, ao contrário do que afirmaram à polícia, não verificaram regularmente a situação dos filhos na noite do desaparecimento. O Daily Telegraph também reproduziu afirmações no mesmo sentido.
O casal foi questionado pela polícia a 10 de maio sobre o motivo pelo qual Madeleine e os irmãos haviam sido deixados sozinhos num apartamento com as portas do pátio destrancadas enquanto jantavam no restaurante. Os McCann alegaram que deixaram as crianças sozinhas porque não as queriam deixar na companhia de um(a) estranho(a), apesar das crianças terem passado a tarde na creche do Ocean Club na companhia de estranhos.[carece de fontes?]
Em maio de 2017, Hugo Franco e Rui Gustavo, ao escreverem um artigo para o jornal Expresso, notaram "peças" que não se encaixam no caso, como a atitude dos pais de McCann dentro hotel na noite do desaparecimento e o fato deles só responderem, imediatamente, à imprensa britânica. Em sigilo, um responsável pela investigação na Polícia Judiciária declarou ao jornal: "Teria sido determinante realizar uma reconstituição dessa noite, com todos os nove intervenientes, o casal McCann e os amigos que tinham viajado da Grã-Bretanha. Mas os ingleses nunca concordaram em fazê-la".

### Polícia
Têm havido imensas críticas à actuação da polícia portuguesa nos media britânicos. Foi afirmado haver atrasos na obtenção de provas e evidências forenses, que nem a polícia marítima nem as autoridades alfandegárias receberam descrições de Madeleine durante muitas horas após o desaparecimento, e não foram avistados agentes a efectuar inquirições porta-a-porta.
Os críticos alegam que o local não foi devidamente selado e a ausência de pedidos de ajuda e de informação surpreendeu especialistas policiais britânicos. Em resposta, a polícia declarou não poder divulgar informação adicional devido a imperativos de carácter legal da lei portuguesa. Contrariamente ao que anunciam os críticos, agentes da PJ, junto com um funcionário do Ocean Club com um molho de chaves, revistaram todos os apartamentos do Ocean Club, os apartamentos e jardins próximos, e os comerciantes da zona foram inquiridos por agentes.
Pinto Monteiro, Procurador-Geral da República (PGR), defende o tempo que está a demorar a fazer as investigações e comenta que "A Inglaterra, de onde ela é natural, tem 1.000 processos destes, nós temos 14 ou 15. E a percentagem de casos em que são descobertos, em países como Inglaterra, é de 20 por cento"[...]"Por isso, ninguém se pode admirar do até agora insucesso no caso Maddie".
Depois de criticarem a polícia portuguesa e pedirem a intervenção de peritos britânicos, os McCann e a opinião pública inglesa criticam a polícia portuguesa por ter constituído os McCann arguidos e ter agido com base nos resultados dos testes forenses feitos em Inglaterra e dos cães pisteiros trazidos de Inglaterra. Kate McCann explica o facto dos cães terem identificado um cheiro de cadáver nas suas roupas, por ter, antes das férias, estado em contacto com cadáveres durante o trabalho, e o ADN encontrado no carro por ter transportado no carro, entre outras coisas, as sandálias suadas de Madeleine e fraldas com fluidos corporais dos gémeos. Estas últimas explicações estão também a ser ser colocadas em dúvida por um especialista.
Muitos órgãos de informação e líderes de opinião portugueses criticaram os meios envolvidos na investigação comparando-os a casos semelhantes envolvendo crianças portuguesas no passado.
Foi divulgado que a polícia não pediu imagens de vigilância envolvendo viaturas a sair da Praia da Luz na altura do desaparecimento de Madeleine nem da estrada que liga Lagos a Vila Real de Santo António, junto à fronteira espanhola. No entanto a Euroscut afirmou que "As câmaras monitoram imagens da auto-estrada entre as 09h00 e as 18h00, mas só gravam uma ou duas horas por dia". A porta voz das estradas de Portugal informou que as imagens gravadas só poderiam ser reveladas com ordem do tribunal.
Foi sugerido que o encarregado principal da investigação, o agente Guilhermino da Encarnação, terá focado demasiado a investigação num único suspeito, Robert Murat, embora a polícia admita não existirem evidências credíveis contra ele. Foram estabelecidas comparações com o desaparecimento de outra criança, Joana Cipriano, desaparecida a 12 de Setembro de 2004 da sua casa na vila de Figueira, a 10 km do local de desaparecimento de Madeleine. O agente Encarnação esteve também envolvido nessa investigação que terminou na condenação da mãe e do tio de Joana pelo seu assassínio, embora não tenha sido encontrado o corpo nem tenha havido confissão.

### Reacção pública
A escala da reacção pública a este caso desencadeou comentários negativos por parte de alguns comentadores. Na sua coluna a 17 de maio, Matthew Parris desmascarou o que considerava o aproveitamento político por parte de membros do parlamento das emoções e sentimentos despoletados pelo caso. A 19 de maio, o jornal The Guardian descrevia a reacção pública como histeria colectiva e estabeleceu um paralelo com a resposta à campanha do News of the World contra crimes relacionados à pedofilia.

### Cobertura da imprensa
Alguns sugerem que o elevado grau de cobertura dos media pode ser atribuído à raça, nacionalidade e estatuto socioeconómico de Madeleine. O editorial do The Independent de 15 de maio descreveu a cobertura como reveladora de prioridades desfocadas da realidade e condenou as críticas às autoridades portuguesas. Na sua coluna de 17 de maio no jornal Público, o antigo bastonário da ordem dos advogados, José Miguel Júdice, afirmou que a enorme mobilização se deve ao facto de a menina ser "inglesa, branca e filha de doutores". A 18 de maio, a Inter Press Service chamou a atenção para o facto de que alguns observadores apontarem o facto de Madeleine ser proveniente de uma família abastada, ao contrário de tantas crianças portuguesas e filhos de emigrantes cujo desaparecimento despertou muito pouca atenção dos media.
Ainda a 18 de maio, o jornal escocês The Scotsman comentou haver evidência de que a opinião pública, embora solidária com os pais de Madeleine, estar incomodada com o acompanhamento e especial atenção dada ao caso.
A Embaixada portuguesa protesta junto da comissão britânica reguladora de imprensa, Press Complaints Comission, contra um artigo de Tony Parsons publicado no tablóide Daily Mirror, que insultou o embaixador português por causa de uma entrevista ao The Times sobre o caso Madeleine.

## Publicidade
Foi lançado um websítio oficial para as buscas. Após o desaparecimento, foram registados um elevado número de websítios. Muitos desses websítios incluíam conteúdos não relacionados com o caso de Madeleine.
A família McCann lançou ela própria dois vídeos de apelo. O primeiro consiste numa montagem de vídeo e fotografia com banda sonora do tema Don't You Forget About Me, dos Simple Minds, e inclui uma animação da palavra LOOK. O segundo consiste numa montagem de imagens com voz sobreposta da actriz Zoë Wanamaker mencionando o seu coloboma, pedindo informações sobre o seu paradeiro, e para fazer o download de um póster de Madeleine do site oficial.
Foi observado um minuto de silêncio não oficial por Madeleine a 21 de maio, mas uma vez que foi organizado por um anónimo através de mensagens electrónicas, não parece ter sido muito observado. Robert Murat tentou dar a sua própria versão dos acontecimentos através da venda da sua história. No entanto, o editor Max Clifford indicou só estar disposto a representar Murat no caso de este ser ilibado de todas as acusações pendentes.

## Netflix
A Netflix lançou uma série de documentários em oito partes, The Disappearance of Madeleine McCann (O Desaparecimento de Madeleine McCan), em 15 de março de 2019. Entrevistados incluídos Jim Gamble, ex-chefe do Comando de Exploração Infantil e Proteção Online; Alan Johnson, ex-secretário do Interior britânico; Brian Kennedy, o empresário britânico que apoiou financeiramente os McCann; Justine McGuiness, ex-porta-voz dos McCann; Gonçalo Amaral, ex-chefe da investigação do PJ; Robert Murat, o primeiro arguido; Julian Peribañez, ex-investigador particular da Método 3; Sandra Felgueiras, jornalista portuguesa que cobriu o desaparecimento; e Anthony Summers e Robbyn Swan, autores de Looking for Madeleine (2014).

## Recompensas
O montante total de recompensas angariadas até ao momento excede o valor de 2,6 milhões de libras esterlinas, incluindo:
- £ 1,5 milhão (cerca de 2,2 milhões de euros), incluindo 250 mil libras do News of the World, 250 mil de Philip Green, 50 mil de Simon Cowell e 25 mil de Coleen McLoughlin. Outros contribuintes incluem Richard Branson, J.K. Rowling e Bill Kenwright.[137][138]
- £ 1 000 000 (€ 1 470 000) pelo homem de negócios britânico Stephen Winyard.[139][140]
- £ 100 000 (€ 147 000) por uma colega da Kate McCann.[19]
- € 15 000 (£ 10 250) pelo Record.[141]
- £ 10 000 (€ 14 700) por The Sun.[142]

## Conclusão da investigação
A Polícia Metropolitana de Londres anunciou em 28 de outubro de 2015 que "a vasta maioria" do trabalho de investigação já foi feito. Assim, 8 anos após o desaparecimento de Madeleine McCann a polícia britânica vai reduzir o número de agentes envolvidos no caso: de 29 para 4, a tempo inteiro.
Os pais da criança dizem compreender a medida e agradeceram o empenho da polícia.
Segundo a polícia britânica foram recolhidos 1 338 depoimentos no âmbito da Operação Grange. Foram também feitos pedidos de colaboração a 30 países. E a polícia investigou ainda 8 685 relatos de possíveis avistamentos da criança, em todo o mundo.

## Novas pistas sobre o caso
Em 3 de junho de 2020, a Scotland Yard relatou uma nova pista sobre o desaparecimento de Madeleine McCann. Os investigadores britânicos apontaram como suspeito um homem de nacionalidade alemã de 43 anos, que teria viajado em uma van pela região de Portugal onde a família McCann se encontrava de férias. A polícia está investigando os motivos pelos quais o homem teria transferido um veículo da marca Jaguar um dia após o desaparecimento de Madeleine McCann. Segundo a Scotland Yard, a investigação está sendo executada pelo Departamento Federal de Polícia Criminal da Alemanha, uma vez que o suspeito encontra-se atualmente sob custódia naquele país, e cumpre pena por outros crimes relacionados a pedofilia e roubos.